# Loxodontomys
Loxodontomys és un gènere de rosegadors de Sud-amèrica, que formen part de la tribu dels fil·lotinis. Només se'n coneixen dues espècies, que viuen a l'Argentina i Xile.